# Nina Malkin
Nina Malkin é uma escritora americana, tendo sido editora da revista Teen People.
Como jornalista, entrevistou alguns dos maiores astros da música, de Avril Lavigne a Aerosmith, de Britney Spears a PJ Harvey. Também já escreveu para Cosmopolitan, Elle, Mademoiselle, Teen People, Vogue, Entertainment Weekly, entre várias outras revistas.
Atualmente, ela vive no Brooklyn, Nova Iorque, com o marido roqueiro e dois gatos. Ela escreveu o livro "Confissões de uma banda" e a sua continuaçao "Confissões de uma banda 2 alto, rapido e fora de controle" e também o livro "Swoon - Amor além do tempo", todos lançados no Brasil pela editora Galera Record. Além desses livros ela escreveu outros dois, Orange Is the New Pink e An Unlikely Cat Lady, sem tradução no Brasil.